# Reckoning Night
Reckoning Night (dt. Nacht der Abrechnung) ist das vierte Studioalbum der finnischen Power-Metal-Band Sonata Arctica. Es wurde 2004 veröffentlicht und ist das erste Album der Band beim deutschen Metallabel Nuclear Blast.

## Cover
Das Cover zeigt ein Segelschiff im Sturm; zwei aufgepeitschte Wellen neben dem Schiff haben das Aussehen von Wölfen. Einige Liedtexte haben die Gestaltung des Covers inspiriert, so White Pearl, Black Oceans, Ain't Your Fairytale und The Boy Who Wanted To Be A Real Puppet. Es handelt sich dabei jedoch nicht um ein Konzeptalbum.

## Titelliste
1. Misplaced – 4:42
2. Blinded No More – 5:33
3. Ain’t Your Fairytale – 5:26
4. Reckoning Day, Reckoning Night – 3:21 (Instrumental)
5. Don’t Say A Word – 5:49 (Single)
6. The Boy Who Wanted To Be A Real Puppet – 4:44
7. My Selene – 5:28
8. Wildfire – 4:36
9. White Pearl, Black Oceans... – 8:47
10. Shamandalie – 4:04 (Single)
11. Wrecking the Sphere – 7:02 (Bonustrack auf der koreanischen und japanischen Version)
12. Jam – 2:51 (Nicht auf der CD verzeichnet)

## Besonderheiten
Das Lied Jam ist als elfter bzw. zwölfter Titel auf der CD enthalten, ist aber weder auf der Rückseite der CD-Hülle, noch im Booklet verzeichnet. Zu hören ist die Band bei einer akustischen Jamsession. Das Lied wird oftmals mit dem Bonustrack Wrecking the Sphere verwechselt, der auf der japanischen Version / koreanischen Version des Albums zusätzlich enthalten, dort allerdings im Tracklisting aufgeführt ist.